# 盧碩
盧碩（？—？），號與軒，福建漳州府長泰縣人，明朝政治人物。

## 生平
萬曆十三年（1585年）乙酉科福建鄉試舉人。萬曆二十年（1592年），登壬辰科第三甲第七十六名進士，禮部觀政，八月授廣西南寧府推官，二十六年仕至戶部主事，卒。授南宁府推官，擢户部主事。

## 家族
曾祖盧德集，號淳菴；祖父盧道明；父盧岐嶷，貴州按察使。